# Aalburg
Aalburg (pronúnciaⓘ) foi um município na província de Brabante do Norte, Países Baixos. O município possuia 12 370 habitantes (31 de dezembro de 2008, fonte: CBS) e abrangia uma área de 53,11 km² (dos quais 2,72 km² de água).
Em 1 de janeiro de 2019, passou a formar parte do novo município de Altena, juntamente com Werkendam e Woudrichem.

## Centros populacionais
Babyloniënbroek, Drongelen, Eethen, Genderen, Meeuwen, Veen e Wijk en Aalburg (sede administrativa).

## História
A área onde está localizado o município de Aalburg, estava provavelmente habitada (temporariamente) nos tempos pré-históricos. O nome Aalburg só foi registrado pela primeira vez em 889. 
O então município foi criado em 1973 após uma fusão dos antigos municípios de Eethen, Veen e Wijk en Aalburg.

## Municípios vizinhos
| Municípios vizinhos | Municípios vizinhos | Municípios vizinhos |
| ------------------- | ------------------- | ------------------- |
| Woudrichem          |                     | Zaltbommel          |
| Werkendam           |                     |                     |
|                     | Waalwijk            | Heusden             |